# Lista dei Sahaba
I Ṣaḥāba (in arabo  الصحابة‎?, Ṣaḥāba) furono i principali collaboratori del profeta Maometto nella sua veste di guida della comunità dei credenti musulmani (Umma). 
Di seguito una lista di alcuni fra i principali Compagni:

## A
- `Abbād b. Bishr
- `Abd Allāh ibn `Abbās
- `Abd Allāh ibn `Abd al-Asad
- `Abd Allāh b. `Amr b. al-`Āṣ
- `Abd Allāh b. Hudhafa al-Sahmī
- `Abd Allāh b. Jahsh
- `Abd Allāh b. Mas‘ūd
- `Abd Allāh b. Salām
- `Abd Allāh b. `Umar
- `Abd Allāh b. Umm Maktūm
- `Abd Allāh b. al-Zubayr
- `Abd al-Rahmān ibn `Awf
- `Abd al-Rahmān
- Abū l-`Āṣ b. al-Rabī`a
- Abū Ayyūb al-Anṣārī
- Abū Bakr al-Siddiq
- Abū Dharr al-Ghifārī
- Abū l-Dardā’
- Abū Hurayra
- Abū Mūsā al-Ash`arī
- Abū Sufyān b. al-Ḥārith
- Abū `Ubayda b. al-Jarrāh
- `Adī b. Hātim
- `Ā’isha bint Abī Bakr
- al-Aḥnaf b. Qays
- al-`Alā’ al-Ḥaḍramī
- `Alī b. Abī Ṭālib
- `Ammār b. Yāsir
- `Amr b. al-Jamūq
- `Amr b. al-`Āṣ
- Anas b. Mālik
- Ashāma b. Abjar
- Asmā’ bt. Abī Bakr
- Asmā’ bt. `Umays

## B
- al-Barā’ b. Mālik al-Anṣārī
- Bilāl b. Rabāḥ

## D
- Diḥya b. Khalīfa al-Kalbī

## F
- Fatima Zahrāʾ
- Fayruz al-Daylami

## H
- Habib ibn Zayd al-Ansari
- Hafsa bint Umar ibn al-Khattab
- Hakim ibn Hizam
- Hamza ibn Abd al-Muttalib
- al-Hasan ibn Ali
- Hatib ibn Abi Balta'a
- Hudhayfa ibn al-Yaman
- al-Husayn ibn Ali

## I
- Ikrima ibn Abi Jahl

## J
- Jabir ibn ‘Abd Allah al-Ansari
- Ja'far ibn Abi Talib
- Julaybib
- Jundub ibn Junada

## K
- Ka'b ibn Zuhayr
- Khabbab ibn al-Aratt
- Khalid ibn al-Walid

## M
- Miqdad ibn al-Aswad al-Kindi
- Mu'adh ibn Jabal
- Muhammad ibn Maslama
- Mus'ab ibn Umayr

## N
- Nuaym ibn Mas'ud
- al-Nu`ayman b. `Amr
- al-Nu`mān b. Muqarrin

## R
- Rabi'a ibn Ka'b
- Ramla bint Abi Sufyan
- Rumaysa bint Milhan (Umm Sulaym)

## S
- Sa'd ibn Abi Waqqas
- Sa'id ibn Amir al-Jumahi
- Sa'id ibn Zayd
- Salama Abu Hashim
- Salim, mawla Abi Hudhayfa
- Salit ibn 'Amr 'Ala b. Hadrami
- Salman al-Farisi
- Sa'sa'a ibn Sohan
- Shuja bin Wahab al-Asadi
- Suhayb al-Rumi
- Suhayl ibn Amr
- Suraqa bin Malik

## T
- Talha b. ‘Ubayd Allāh
- Tamim Abu Ruqayya
- Thabit ibn Qays
- Thamim Ansari
- Thumama ibn Uthal
- al-Tufayl b. `Amr al-Dawsī

## U
- ‘Ubāda b. al-Sāmit
- Ubayy ibn Ka'b
- Umama bint Zaynab
- ʿOmar ibn al-Khaṭṭāb
- Umayr ibn Sad al-Ansari
- Umayr ibn Wahb
- Umm Salama
- Uqba ibn Amir
- 'Urwa ibn Zubayr ibn al-'Awwam
- Utba ibn Ghazwan
- ‘Uthmān b. ‘Affān

## W
- Wahshī ibn Ḥarb

## Z
- Zayd al-Khayr
- Zayd b. al-Hāritha
- Zayd b. Thābit
- al-Zubayr b. al-‘Awamm